# Саблин, Валерий Михайлович
Вале́рий Миха́йлович Са́блин (1 января 1939, Ленинград — 3 августа 1976, Москва) — советский офицер Военно-морского флота, капитан 3-го ранга, поднявший 9 ноября 1975 года восстание на большом противолодочном корабле «Сторожевой».
По официальной версии, пытался угнать БПК «Сторожевой» в Швецию. По версии самого В. Саблина, корабль направлялся в Кронштадт в знак протеста против отхода партии и правительства от ленинских положений в строительстве социализма с целью выступить по Центральному телевидению с обращением к Брежневу и изложением своих взглядов.

## Биография
Валерий Саблин родился 1 января 1939 года в Ленинграде в семье потомственного морского офицера Михаила Петровича Саблина. В 1956—1960 годах учился в Высшем военно-морском училище имени М. В. Фрунзе, где был избран секретарём факультетского комитета комсомола, а в 1959 году вступил в КПСС.
Получив специальность корабельного артиллериста, в декабре 1960 года В. Саблин начал службу на Северном флоте в должности помощника командира батареи 130-мм орудий эскадренного миноносца проекта 30-бис «Ожесточённый». 2 ноября 1961 года Саблина перевели к новому месту службы командиром группы управления артиллерийским огнём на новейший эсминец проекта 56 «Сведущий». Неоднократно поощрялся по службе благодарностями командования. Тем не менее, первое повышение в звании было почти на год задержано из-за письма, которое он направил Н. С. Хрущёву, излагая в нём свои мысли о чистоте партийных рядов.
В октябре 1963 года «Сведущий» был переведён на Черноморский флот. По ряду причин Саблина не устраивало новое место службы и он написал несколько рапортов с просьбой перевести его обратно на Северный флот. Вскоре его просьба была удовлетворена, и в 1965 году Саблин получил назначение помощником командира на ПЛК-25 — корабль противолодочной обороны Северного флота.
До 1969 года Саблин продолжал службу на Северном флоте на строевых должностях и с должности помощника командира сторожевого корабля поступил в Военно-политическую академию имени В. И. Ленина. Окончил её с отличием в 1973 году: его имя было выбито на мраморной доске среди имён других лучших выпускников академии.
После окончания академии 29 июня 1973 года капитан III ранга В. М. Саблин получил назначение заместителем командира по политической части (замполитом) на БПК «Бдительный» 128-й бригады 12-й дивизии ракетных кораблей Балтийского флота. Однако пока Саблин находился в послеакадемическом отпуске, с БПК «Сторожевой» (также входившего в 128-ю бригаду) был уволен за пьянство замполит капитан-лейтенант Подрайкин, поэтому по прибытии в Балтийск 13 августа Саблин был назначен на «Сторожевой». Вскоре после прибытия он получил квартиру в Балтийске, и к нему приехала жена с сыном.
БПК «Сторожевой» был новым кораблём, его экипаж только формировался. У офицеров было много работы, и Саблин пока не имел возможности осуществить свой замысел — использовать боевой корабль как «трибуну», с которой по радио можно было бы дать сигнал к началу перемен в стране.
В октябре 1974 года БПК «Сторожевой» и БПК «Славный» посетили с дружеским визитом Росток на празднование 25-й годовщины образования ГДР. После возвращения из Ростока экипаж «Сторожевого» был доукомплектован личным составом, и 1 января 1975 года в составе отряда кораблей Балтийского флота БПК вышел на боевую службу в Средиземное море с последующим заходом на Кубу. В ходе несения боевой службы замполит изучал экипаж и постепенно знакомил со своими взглядами и планами некоторых его членов, находя среди них единомышленников. 1 мая 1975 года корабли вернулись в Балтийск. По итогам похода командир БПК «Сторожевой» Потульный и замполит Саблин были награждены орденом «За службу Родине в Вооружённых Силах СССР» 3-й степени.
Возможность для выступления появилась у Саблина осенью 1975 года, когда «Сторожевой» был направлен на плановый ремонт в Лиепаю, но перед этим получил приказ принять участие в военно-морском параде в Риге, посвящённом 58-й годовщине Великой Октябрьской социалистической революции. Некоторые офицеры корабля (в том числе старший помощник командира капитан-лейтенант Новожилов) ушли в отпуск, и их отсутствие было на руку Саблину.

### Восстание
6 ноября 1975 года «Сторожевой» прибыл на рейд Риги и стал на указанную ему швартовую бочку, где он должен был находиться до утра 9 ноября, после чего следовать в Лиепаю на ремонт. 8 ноября около 19 часов Саблин запер командира корабля Анатолия Потульного на нижней палубе. После этого он собрал 13 офицеров и 13 мичманов в мичманской кают-компании, предварительно вооружившись заряженным пистолетом, где изложил свои взгляды и предложения. В частности, он объявил, что руководство СССР отошло от ленинских принципов, из-за чего в стране процветают бюрократизм, очковтирательство, использование служебного положения в личных целях.

Саблин предложил совершить самовольный переход корабля в Кронштадт, объявить его независимой территорией, от имени экипажа потребовать у руководства партии и страны предоставить ему возможность выступлений по Центральному телевидению с изложением своих взглядов. На вопрос, как эти взгляды увязываются с его партийностью, он ответил, что вышел из партии и не считает себя связанным с нею. Когда его спросили, где командир корабля, он заявил, что командир находится в каюте и обдумывает его предложения…— Доклад следственной комиссии
Далее Саблин предложил проголосовать за его предложения. Часть офицеров его поддержала, а 10 выступивших против были изолированы. Затем Саблин собрал команду корабля и выступил перед матросами и старшинами. Он объявил, что большинство офицеров на его стороне и предложил экипажу также поддержать его.
Планы замполита нарушил командир электротехнической группы корабля старший лейтенант Фирсов, которому удалось в 2 часа 55 минут незаметно покинуть «Сторожевой» и добраться до стоявшей на рейде подводной лодки. Фирсов доложил оперативному дежурному о ситуации на корабле, тем самым лишив Саблина преимущества по времени. Ведь все знали, что БПК должен отправиться на ремонт, и выход корабля из порта не должен был вызвать никаких подозрений. После бегства Фирсова рассчитывать на это Саблин уже не мог, и поэтому он начал действовать немедленно. Саблин вывел корабль из порта и направил его к выходу из Рижского залива.
По тревоге были подняты девять кораблей пограничной охраны и Балтийского флота, а также 668-й бомбардировочный авиационный полк. Их отправили вдогонку за «Сторожевым» с приказом в случае необходимости потопить корабль.
После удара бомбардировочной авиации по кораблю несколько десятков матросов освободили капитана, он поднялся на мостик, прострелил ногу Саблину и восстановил командование кораблём. Саблин и его сторонники были арестованы.
Военной коллегией Верховного суда СССР, заседавшей с 6 по 13 июля 1976 года, признан виновным по пункту «а» статьи 64 УК РСФСР (измена Родине) и приговорён к смертной казни. Расстрелян 3 августа 1976 года в Москве.
Из последнего письма Саблина сыну перед казнью в 1976 году:

«Будьте сильны и верьте, что жизнь прекрасна. Будьте позитивными и верьте, что Революция всегда побеждает».

В следственном деле хранится изъятое при обыске письмо Саблина родителям, датированное 8 ноября 1975 года:

«Дорогие, любимые, хорошие мои папочка и мамочка! Очень трудно было начать писать это письмо, так как оно, вероятно, вызовет у вас тревогу, боль, а может, даже возмущение и гнев в мой адрес… Моими действиями руководит только одно желание — сделать, что в моих силах, чтобы народ наш, хороший, могучий народ Родины нашей разбудить от политической спячки, ибо она сказывается губительно на всех сторонах жизни нашего общества…».

## Пересмотр дела
В 1994 году Военная коллегия Верховного суда РФ пересмотрела дело Саблина «с учётом новых обстоятельств» и переквалифицировала его с «измены Родине» на статьи о воинских преступлениях (превышение власти, неповиновение и сопротивление начальству), по совокупности которых изменила приговор на 10 лет лишения свободы. При этом в определении от 12 апреля 1994 года было указано, что полной реабилитации Саблин и его соратник матрос Александр Шеин (приговорённый в 1976 году к 8 годам лишения свободы) не подлежат.

## Семья
- Прадед по матери — Фёдор Савельевич Тюкин, кондуктор, погиб в октябре 1914 года в районе полуострова Ханко (Финляндия) вместе со всем экипажем броненосного крейсера «Паллада».
- Отец — Михаил Петрович Саблин[4], капитан I ранга, с августа 1948 по май 1951 года — заместитель начальника штаба Северного флота, кавалер орденов Ленина, Красного Знамени, Отечественной войны I и II степени, двух орденов Красной Звезды.
- Двоюродный брат — Леонид Иванович Саблин (1949—2012)[5] (Михаил Петрович Саблин[4] и Иван Петрович Саблин[6] — родные братья), директор Печорского рыбокомбината в Нарьян-Маре, с 1993 по 1995 год — представитель в Совете Федерации РФ от Ненецкого автономного округа, с 2005 по 2008 год — мэр Нарьян-Мара.
- Двоюродный брат — Александр Иванович Саблин[6], член ЦК КПРФ.

## В культуре

### Кинематограф
- Последний парад замполита Саблина (видео)
- The True Story. The Hunt For Red October (видео)  (англ.)
- Исторические хроники. 77-я серия. 1975 год. Элем Климов. 30-я минута (видео)

### Компьютерные игры
- В модификации The New Order: Last Days of Europe к стратегии Hearts of Iron IV Валерий Саблин представлен, как один из возможных лидеров возрождённого СССР после поражения последнего во Второй мировой войне. Если он сможет придти к власти, то построит идеалистичный Советский Союз, чего он и пытался добиться в реальности[8].